# Kehlen (Fischerei)

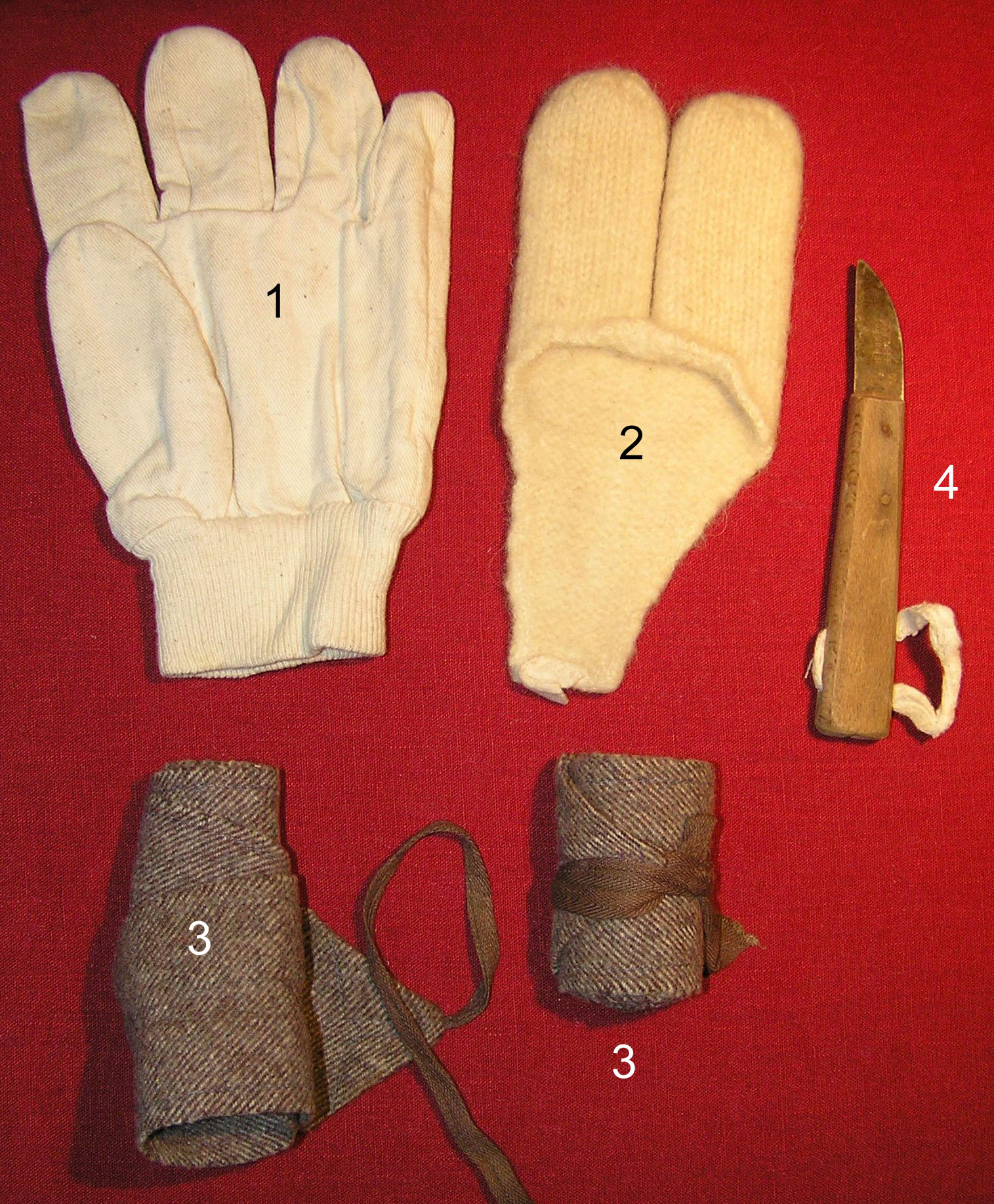
Schlachtwerkzeuge: 1: Schlachthandschuh für die linke Hand 2: Fingerlinge für Zeige- und Mittelfinger der rechten Hand 3: Wristbinden zum Schutz der Handgelenke 4: Kehlmesser (Kakemesser) mit Haltebändsel für Ringfinger und kleinem Finger

Das Kehlen ist, besonders bei Heringen, eine gebräuchliche Art des Entfernens der Eingeweide. Dabei wird die Bauchhöhle des Fisches nicht auf herkömmliche Art durch einen Schnitt vom After zu den Kiemen geöffnet. Stattdessen werden die Eingeweide durch den Schlund herausgezogen. Dabei kann es durchaus vorkommen, dass Teile der Eingeweide in der Bauchhöhle verbleiben. Beim Matjeshering ist der Verbleib der Bauchspeicheldrüse nicht nur erwünscht, sondern für die Einleitung der enzymatischen Reifung zwingend erforderlich.